# Stefan Studer
Stefan Studer (* 30. Januar 1964 in Buxtehude) ist ein ehemaliger deutscher Fußballspieler und -funktionär.

## Karriere als Spieler
Über die Jugendmannschaften des PSV Buxtehude, des TV Hausbruch-Neugraben und den Hamburger SV kam der Defensivspieler Studer zum FC St. Pauli, mit dem er in der Saison 1984/85 nach 32 Einsätzen (ein Tor) als Aufsteiger in die 2. Bundesliga den Wiederabstieg in die Oberliga hinnehmen musste. Studer wechselte zunächst zum Liga-Konkurrenten Hummelsbütteler SV, kehrte aber noch während der Saison zurück. 1986/87 stieg St. Pauli erneut in die zweite Liga auf und verfehlte den Durchmarsch in die 1. Bundesliga erst in der Relegation gegen den FC 08 Homburg. Dabei hatte Studer zwei Tore in 36 Einsätzen erzielen können. In der Folgesaison absolvierte Studer weitere 33 Partien für den FC St. Pauli, der als Tabellenzweiter in die Bundesliga aufstieg, wechselte zum Saisonende aber zum künftigen Bundesliga-Konkurrenten Eintracht Frankfurt.
In Frankfurt absolvierte Stefan Studer in fünf Saisons zwischen 1988 und 1993 128 Bundesliga-Einsätze, 16 DFB-Pokal- und 13 Europacup-Spiele. In der krisengeschüttelten Saison 1988/89 lief es für den Neuzugang noch recht durchwachsen, 23 Bundesligaspiele nebst zweier Tore stehen zu Buche. In den ersten Partien gehörte er zum Stamm, kassierte aber bald nach der Olympiapause, am 29. Oktober 1988, die Rote Karte im Spiel gegen den 1. FC Kaiserslautern. Drei Tage zuvor war ihm sein erstes Europacup-Tor in der 43. Minute des Achtelfinal-Hinspiels des Europapokals der Pokalsieger zum 3:0-Pausenstand gegen Sakaryaspor gelungen. In der Bundesliga kam er erst im letzten Vorrundenspiel wieder zum Einsatz. Das spielentscheidende 1:0 durch Dirk Bakalorz war erst das achte Tor der Eintracht in den ersten 17 Spielen.
In der Rückrunde lief es für ihn wie auch die ganze Mannschaft unter Trainer Jörg Berger etwas besser, dennoch gelang der Klassenerhalt erst über die Relegation. Im Hinspiel gegen den 1. FC Saarbrücken schlug Studer einen Freistoß in der 26. Minute von links außen in hohem Bogen in den Saarbrücker Strafraum auf Jørn Andersen, dass jener nur noch einzunicken brauchte zum 1:0. Nachdem Manfred Binz in der 60. Spielminute den Endstand besorgte, reichte im Rückspiel ein 1:2 zum Klassenerhalt, so dass diese Vorlage am 26. Juni 1989 im Rückblick zu den wichtigsten Spielsituationen seiner Laufbahn zählt.
In den folgenden beiden Saisons 1989/90 und 1990/91 gehörte Stefan Studer mit je 33 Einsätzen zu den  Leistungsträgern des Vereins und wurde in einigen Medien sogar im erweiterten Kreis der Kandidaten für die Nationalmannschaft gesehen. Auf seiner Paradeposition, der linken Außenbahn, blühte er neben Bein (zentral) und Falkenmayer (halblinks) auf und trug entscheidend dazu bei, dass die Eintracht in dieser Zeit wieder erstarkte und sich mehrmals in Folge für den Europapokal qualifizierte. In der Saison 1991/92 gehörte Studer mit 18 Einsätzen nicht zur Stammformation der Eintracht, die am 38. Spieltag die Meisterschaft gegen den Absteiger Hansa Rostock verspielte. Er verließ Frankfurt nach weiteren 21 Einsätzen nach der Saison 1992/93.
Beim Bundesligisten Wattenscheid 09 bestritt Studer in der Folgesaison 1993/94 26 Einsätze. Wattenscheid erreichte den vorletzten Tabellenplatz und musste aus der Bundesliga absteigen. Studer wechselte daraufhin zum Zweitligisten Hannover 96, für den er 1994/95 zu 32 Einsätzen kam und den zwölften Rang der zweiten Liga belegte.
Studer wechselte daraufhin erneut den Verein und schloss sich dem Bundesliga-Aufsteiger Hansa Rostock an, für den er zwischen 1995/96 und 1997/98 89 Einsätze in der höchsten deutschen Spielklasse absolvierte und sechs Tore erzielte, bevor er seine aktive Karriere 1998 beendete.

## Karriere als Funktionär
Im Juli 2006 wurde Studer Nachfolger von Herbert Maronn als Manager des F.C. Hansa Rostock und war als solcher am Aufstieg der Rostocker in die Bundesliga 2006/07 mitverantwortlich. Zum Saisonende jedoch wurde er durch seinen Vorgänger Maronn ersetzt, nachdem er sich mit Trainer Frank Pagelsdorf überworfen hatte, unter dem er selbst bereits 1995/96 gespielt hatte. Von Juli 2007 bis Juni 2008 arbeitete Stefan Studer daraufhin als Scout beim F.C. Hansa.
Zum Januar 2009 unterschrieb er einen Vertrag als Chefscout beim FC St. Pauli. Dieser Vertrag wurde im Jahr 2011 bis 2015 verlängert, im November 2012 jedoch auf seinen Wunsch hin zum Ende des Jahres aufgelöst. Seit Januar 2013 gehört er der Scoutingabteilung des Bundesligisten Bayer 04 Leverkusen an. Nachdem einem kurzen Aufenthalt als Chefscout von Fortuna Düsseldorf vom Januar bis Oktober 2015 kehrte Studer zurück zum FC St. Pauli. Mittlerweile ist Studer seit November 2018 im Scouting des 1. FC Union Berlin tätig.

## Privat
Studer ist gelernter Bankkaufmann. Vor seiner Laufbahn als Fußballfunktionär war er bei der Hypovereinsbank als Filialleiter im niedersächsischen Jork tätig. 2002 erwarb er an der Deutschen Sporthochschule Köln die Trainerlizenz zum Fußball-Lehrer.
Er ist verheiratet und hat zwei Kinder.